# Andre Wisdom
Andre Alexander Shaquille Wisdom, född 9 maj 1993, är en engelsk fotbollsspelare som spelar för Derby.